# Alkiza
Alkiza – gmina w Hiszpanii, w prowincji Guipúzcoa, w Kraju Basków, o powierzchni 11,93 km². W 2011 roku gmina liczyła 371 mieszkańców.